# Acaena fissistipula
Acaena fissistipula é uma espécie de rosácea do gênero Acaena, pertencente à família Rosaceae.